# Macrocera unica
Macrocera unica är en tvåvingeart som beskrevs av Fisher 1939. Macrocera unica ingår i släktet Macrocera och familjen platthornsmyggor.
Artens utbredningsområde är Costa Rica. Inga underarter finns listade i Catalogue of Life.